# Claudine De Schepper
Claudine De Schepper (Antwerpen, 31 december 1949) is een voormalig Belgische politica voor VLD en VLOTT.

## Levensloop
Na het volgen van de Latijn-Griekse humaniora aan het Instituut Belpaire in Antwerpen oefende Claudine De Schepper verschillende beroepen uit. Ze was logistiek medewerkster bij Artsen Zonder Grenzen, hulp operatiekwartier in de Eeuwfeestkliniek en Kliniek Louise Marie in Antwerpen, directiesecretaresse bij de Kerncentrale Doel en bediende.
In 1991 werd De Schepper politiek actief voor de liberale VLD. Ze werd bestuurslid van de lokale afdeling in Zwijndrecht. Eind september 1999 volgde ze Ward Beysen op als Vlaams volksvertegenwoordiger voor de kieskring Antwerpen. Beysen koos immers voor een mandaat in het Europees Parlement. Ze behaalde bijna 2.400 voorkeurstemmen. De Schepper bleef Vlaams Parlementslid tot in juni 2004. In het Vlaams Parlement was ze lid van de commissies Onderwijs, Vorming en Wetenschapsbeleid en Welzijn, Volksgezondheid en Gezin.
In januari 2004 werd ze uit de VLD gezet, omdat ze het ondervoorzitterschap had opgenomen van het comité tegen migrantenstemrecht dat was opgericht door Ward Beysen (Liberaal Appel), Johan Weyts (CD&V) en het Vlaams Blok. Na een periode als onafhankelijke te hebben gezeteld, trad ze in februari 2004 toe tot het Vlaams Blok. Bij de Vlaamse verkiezingen van juni 2004 behaalde ze vanop de 32e plaats 4.460 voorkeurstemmen, onvoldoende om herkozen te worden als Vlaams Parlementslid.
Zij was in 2005 samen met Hugo Coveliers een van de medeoprichters van VLOTT, dat een kartel afsloot met het Vlaams Belang. Voor de partij werd ze in oktober 2006 verkozen tot gemeente- en provincieraadslid. Als gemeenteraadslid legde ze zich op openbare werken, begraafplaatsen, groen, financiën, lokale economie, middenstand en landbouw, als provincieraadslid werd ze actief op de domeinen ruimtelijke ordening, patrimonium, veiligheid en huisvesting. In 2009 verliet ze VLOTT. Ze was onder andere misnoegd over het feit dat ze slechts de 31e plaats kreeg toebedeeld voor de Vlaamse verkiezingen van 2009. Ze zetelde vanaf dan als onafhankelijke in zowel de Antwerpse provincieraad als de Zwijndrechtse gemeenteraad. In 2012 kwamen beide mandaten ten einde.